# 吉野勇
吉野 勇（よしの いさむ、1916年2月15日 - 1995年6月15日）は、日本の競馬騎手、調教師。
1932年に騎手デビュー。1936年より12年間の兵役を経て、1948年と1950年にブルーホマレとアシガラヤマでそれぞれ障害の最高競走・中山大障害（秋）に優勝した。1963年に調教師に転身。主な管理馬に重賞4勝を挙げたクリシバなどがいる。1993年定年引退。
騎手、調教師の郷原洋行は娘婿。孫に騎手の郷原洋司がいる。長男の吉野勝義は厩務員。勝義は学生時代に順天堂大学から箱根駅伝（第37回大会）に出場し、俗に「山登り」といわれる5区を走っている。

## 経歴
1916年、北海道札幌市に生まれる。1930年に幾春別尋常小学校高等科を卒業後、日本レース・倶楽部（横浜競馬場）の斎藤友吉厩舎に騎手見習いとして入門。1932年に騎手免許を取得、1934年に騎手としてデビューしたが、2年後の1936年より兵役に就いた。2年間所属した札幌第25連隊を皮切りに、中国に4年間、樺太の国境警備隊に6年間と、軍隊生活は12年間に及び、20代を騎手として過ごすことはできなかった。軍では曹長まで進み、のちに競馬関係者の間でも「曹長」と渾名された。復員後騎手として復帰し、中山競馬場の大久保房松厩舎に所属。体重が重かったこともあり騎乗回数は少なかったが、1948年に大久保厩舎所属のブルーホマレで中山大障害（秋）を制して重賞に初勝利。1950年にもアシガラヤマで同競走を再度制した。1963年に調教師免許を取得し、騎手を引退。騎手通算成績は431戦38勝。
栗林商船会長の栗林友二から厚い支援を受け、開業時の管理馬10頭はすべて栗林の所有馬で占められていた。1970年にはクリシバが京王杯オータムハンデキャップを制し、調教師として重賞に初勝利。同馬はその後毎日王冠で前年の年度代表馬スピードシンボリに勝利、次走のセントライト記念にも連勝して同年のクラシック最終戦・菊花賞の有力候補に挙げられたが、苦手の重馬場で行われた前哨戦・京都杯で8着に敗れた際、手綱を取った郷原洋行が京都競馬場の裁決委員から無気力騎乗を疑われたことに激怒し、陣営は菊花賞をボイコットして関東に戻すという対応を取った。
その後は1986年にサニーライトがスプリングステークスに勝利し、16年ぶりに重賞に勝利。同馬は同年の菊花賞で4番人気と有力馬の1頭であったが、競走中に他馬に追突されて両後脚を骨折し安楽死処分となった。翌1987年にはレオテンザンがラジオたんぱ賞と京都新聞杯の2重賞を制して菊花賞に臨んだが、やはり競走中に故障を発生して6着となり、長期の休養を余儀なくされた。吉野は以後「アヤが悪い」として京都に出向くことはなかったという。
1993年2月28日をもって調教師を引退。通算成績は4414戦396勝、うち重賞8勝。GI級競走では1987年の優駿牝馬（オークス）でクリロータリーが2着となったのが最高成績で、優勝は成らなかった。1995年6月15日、脳梗塞のため79歳で死去。

## 通算成績

### 騎手成績
- 431戦37勝

#### 主な騎乗馬
- ブルーホマレ（1948年中山大障害・秋）
- アシガラヤマ（1950年中山大障害・秋）

### 調教師成績
- 4414戦396勝

#### 主な管理馬
- クリシバ（1970年京王杯オータムハンデキャップ、毎日王冠、セントライト記念、ダービー卿チャレンジトロフィー）
- サニーライト（1986年スプリングステークス）
- レオテンザン（1987年ラジオたんぱ賞、京都新聞杯）
- クリロータリー（1989年アルゼンチン共和国杯）

## 門下生
- 石井正善
- 大塚栄三郎
- 鈴木三好